# To the Lighthouse
To the Lighthouse (Nederlands: Naar de vuurtoren) is een roman van Virginia Woolf uit 1927. Beschreven wordt de familie Ramsay en meer in het bijzonder hun bezoekjes aan het Schotse eiland Skye tussen 1910 en 1920.

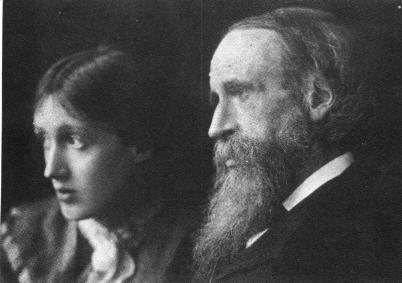
Virginia Woolf en haar vader, kort voor zijn dood, 1902

## Inhoud en intrige

#### Hoofdstuk 1: Het raam
Het eerste deel van de roman speelt zich af op een landhuis op het Hebriden-eiland Skye, waar de filosoof Ramsay (Mr. Ramsay) en zijn vrouw (Mrs. Ramsay) op vakantie zijn met hun acht kinderen en enkele gasten, onder wie de jonge schilderes Lily Briscoe. Het heterogene gezelschap wordt bijeengehouden door de charismatische Mrs. Ramsay; haar onophoudelijke zorgende aanwezigheid schept op bijzondere momenten de illusie dat niet iedereen in zijn eigen wereld zit opgesloten.
De problematiek van het mannelijke en het vrouwelijke in hun onderlinge strijd en wederzijdse afhankelijkheid wordt vanuit allerlei kanten belicht, in het bijzonder door Lily Briscoe, die een werk maar niet tot voltooiing kan brengen vanwege gebrek aan visie. De vuurtoren, die bij flitsen licht geeft vanuit de verte en waarnaar een gezamenlijke zeiltocht wordt gepland, blijft voorlopig onbereikbaar.

#### Hoofdstuk 2: De tijd gaat voorbij

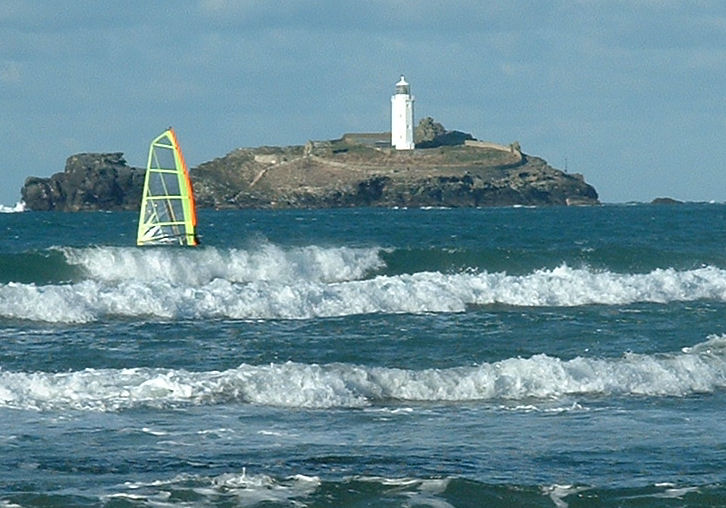
De vuurtoren op St. Ives

In het tweede deel bereikt de roman een complexiteit die uniek is in Woolfs oeuvre. Feitelijk is het een soort verbindingshoofdstuk tussen het eerste en laatste deel van het boek. Duidelijk wordt dat Mrs. Ramsay inmiddels is gestorven, alsook twee van haar kinderen (onder wie haar zoon Andrew, die gesneuveld is tijdens de Eerste Wereldoorlog). Als het oude gezelschap onverwachts weer opduikt in een vervallen huis raakt eenieder in de greep van de herinnering.

#### Hoofdstuk 3: De vuurtoren
In het derde deel onderneemt Mr. Ramsay met twee van zijn kinderen eindelijk de uitgestelde zeiltocht naar de vuurtoren. Wanneer Lily Briscoe beseft dat zij het doel hebben bereikt, blijkt zij plotseling weer in staat om de vaste lijn aan te brengen in haar na tien jaar hervatte schilderwerk. De lezer mag de precieze verklaring zelf invullen: misschien lukt het haar nu omdat Briscoe erin geslaagd is de spookachtige aanwezigheid van de door haar nu eens bewonderde, nu eens gevreesde Mr. Ramsay te overwinnen, misschien omdat zij in diens geslaagde 'expeditie' naar de vuurtoren een aanvullend mannelijk principe onderkent, misschien om nog andere redenen.

## Typering
To the Lighthouse wordt gerekend tot de modernistische literatuur. Woolf hanteert verteltechnieken die verwant zijn aan die van Marcel Proust en James Joyce, met veelvuldig wisselende perspectieven, waarbij de waarnemingen van Lily Briscoe centraal staan. Het boek kent weinig dialoog. De introspectieve beschouwingen van de hoofdpersonen (stream of consciousness) zijn duidelijk bovengeschikt aan de handeling zelf. Belangrijke thema's in het boek zijn de ontoereikendheid van voortdurend veranderende menselijke relaties (eenieder blijft gevangen in solipsisme) en de ongrijpbaarheid van de tijd. In algemene termen is het boek te typeren als pessimistisch en niet makkelijk toegankelijk. Veel dingen blijven onduidelijk, de lezer komt nooit te weten 'hoe het precies zit'.
Voor Woolf persoonlijk betekende de roman een bevrijding uit een persoonlijke crisis, volgens analytici deels terug te voeren op haar onvermogen om te rouwen na de dood van haar ouders, in haar adolescentenjaren. Haar volgende roman Orlando zou de meest lichtvoetige blijken uit haar oeuvre.

## Trivia
- To the Lighthouse werd in 1983 verfilmd met Rosemary Harris, Michael Gough, Doreen Keogh en Kenneth Branagh in de hoofdrollen.
- To the Lighthouse werd in 1999 opgenomen in Modern Library verkiezing van 100 Beste Engelstalige Romans en in 2002 opgenomen in de lijst van Belangrijkste boeken uit de wereldliteratuur (Zweedse Academie).